# Энке-хан
Энке-хан (монг. Энх хаан?, ᠡᠩᠬᠡ
ᠬᠠᠭᠠᠨ? — «мирный хан») — великий хан Северной Юань.
Происхождение и личность Энке-хана вызывают вопросы среди историков. По одной из версий, он был сыном или братом Дзоригту-хана (Есудэра). Существует также мнение, что Энке-хана следует отождествлять с самим Дзоригту-ханом. Из всех летописей упоминания об Энке-хане встречаются лишь в «Алтан Тобчи»; исследователи полагают, что её автор, Лубсан Данзан, принял двойной титул Есудэра Энке-Дзоригту за два отдельных, сделав ошибочный вывод о существовании двух разных людей. Однако в персидских книгах по истории Империи Тимуридов имя «Анка» появляется много раз, что может быть взаимно подтверждено Энке-ханом. На это также могут косвенно указывать одинаковые даты смерти (1391) и время правления обоих ханов — четыре года.